# Krasna Zorka, Simferopol
Krasna Zorka (în ucraineană Красна Зорька) este un sat în așezarea urbană Hvardiiske din raionul Simferopol, Republica Autonomă Crimeea, Ucraina.

## Demografie
Componența lingvistică a localității Krasna Zorka
     Rusă (57,46%)
     Tătară crimeeană (23,98%)
     Ucraineană (17,46%)
     Alte limbi (0,32%)
Conform recensământului din 2001, majoritatea populației localității Krasna Zorka era vorbitoare de rusă (57,46%), existând în minoritate și vorbitori de tătară crimeeană (23,98%) și ucraineană (17,46%).